# Glasbruksgatan

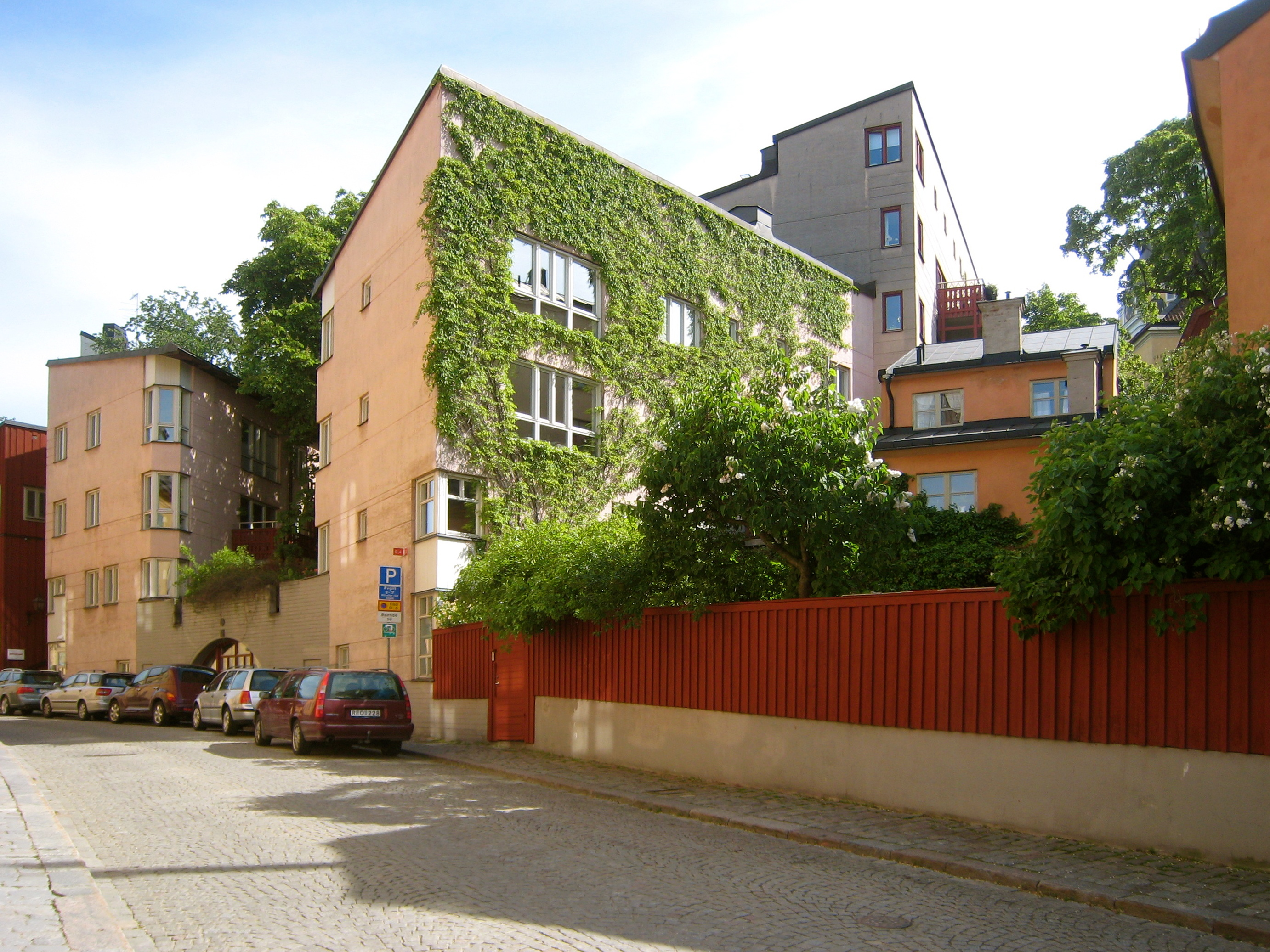
Glasbruksgatan österut med kvarteret Drottningen, juni 2010.

Glasbruksgatan är en gata på nordöstra Södermalm i Stockholm. Gatan sträcker sig mellan Katarinavägen i väster och Nytorgsgatan i öster och fick sitt nuvarande namn 1917. Västra delen närmast Katarinavägen är avstängd för fordonstrafik.

## Historik

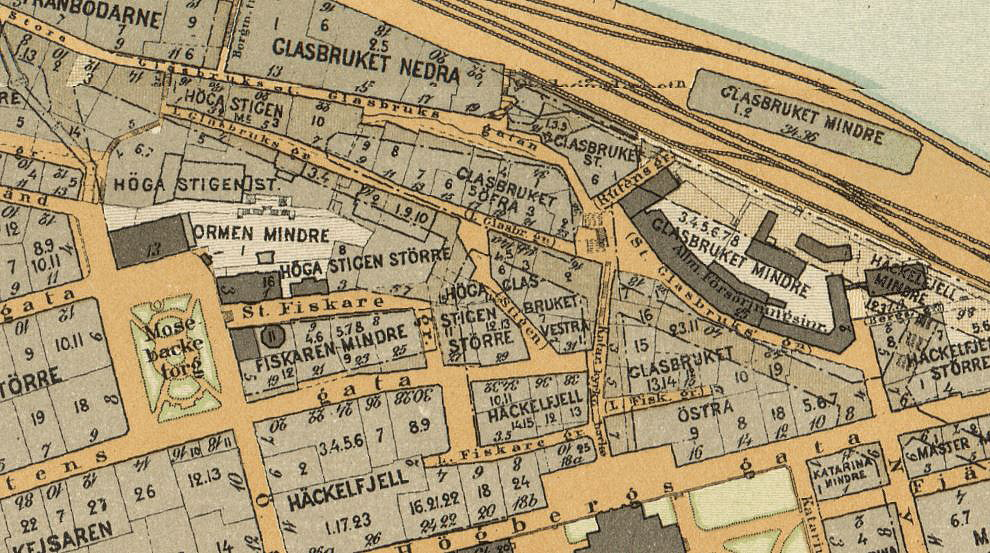
Stora Glasbruksgatan och Lilla Glasbruksgänd 1899.

Glasbruksgatan har sitt namn efter ett glasbruk som låg här under 1660-talet och sysselsatte då ett 40-tal arbetare. Bruket uppfördes ursprungligen 1641 på Kungsholmen av Melker Jung (1615–1678) och flyttades efter en brand till Stadsgården (se Jungs glashytta). Verksamheten flyttades senare tillbaka till Kungsholmen och var verksam till 1678 under namnet Kungsholmens glasbruk. Melkers glasbruk gav upphov till flera kvartersnamn och två gatunamn i trakten kring Katarinabergets norra sluttning.
Gatan närmast Stadsgården hette tidigare Stora Glasbruksgatan och blev en del av Katarinavägen när den anlades i början av 1900-talet. Därefter namnändrades Stora Glasbruksgatans östra del till nuvarande Glasbruksgatan. Före Katarinavägens tillkomst var Stora Glasbruksgatan den enda farbara vägförbindelsen för den som skulle ta sig från Götgatan till nordöstra Södermalm. Den södra parallellgatan till Stora Glasbruksgatan hette Övre eller Lilla Glasbruksgränd. Den blev 1969 en del Klevgränd. 
Glasbrukskvarteten och -gatorna hade inte reglerats vid den stora omdaningen av Södermalm som tog sin början 1641 (se Stadsplanering i Stockholm). Anledning var det otillgängliga, bergiga läget på Katarinabergets norra sluttning. Bebyggelsen i området bestod huvudsakligen av låga timmerhus som till största delen utplånades i Katarinabranden 1723.
I slutet av 1800-talet planerade staden omfattande regleringar av gator och kvarter norr och öster om Katarina kyrka, vilka framgår av samtida kartor men som aldrig genomfördes fullt ut. Än idag karakteriseras området av många trappor och "krokiga" vägar.

## Bebyggelse
Tack vare att planerade regleringar aldrig genomfördes kantas Glasbruksgatan idag av kulturhistoriskt värdefull bebyggelse.
- Glasbruksgatan 2, Scandic Sjöfartshotellet från 1964.
- Glasbruksgatan 25, Kvarteret Dihlströms med Dihlströms arbetsanstalt från 1800-talets mitt.
- Glasbruksgatan 36-42, Kvarteret Drottningen med prisbelönt bebyggelse från 1986 samt sten- och trähus från 1700-talet.

## Bilder

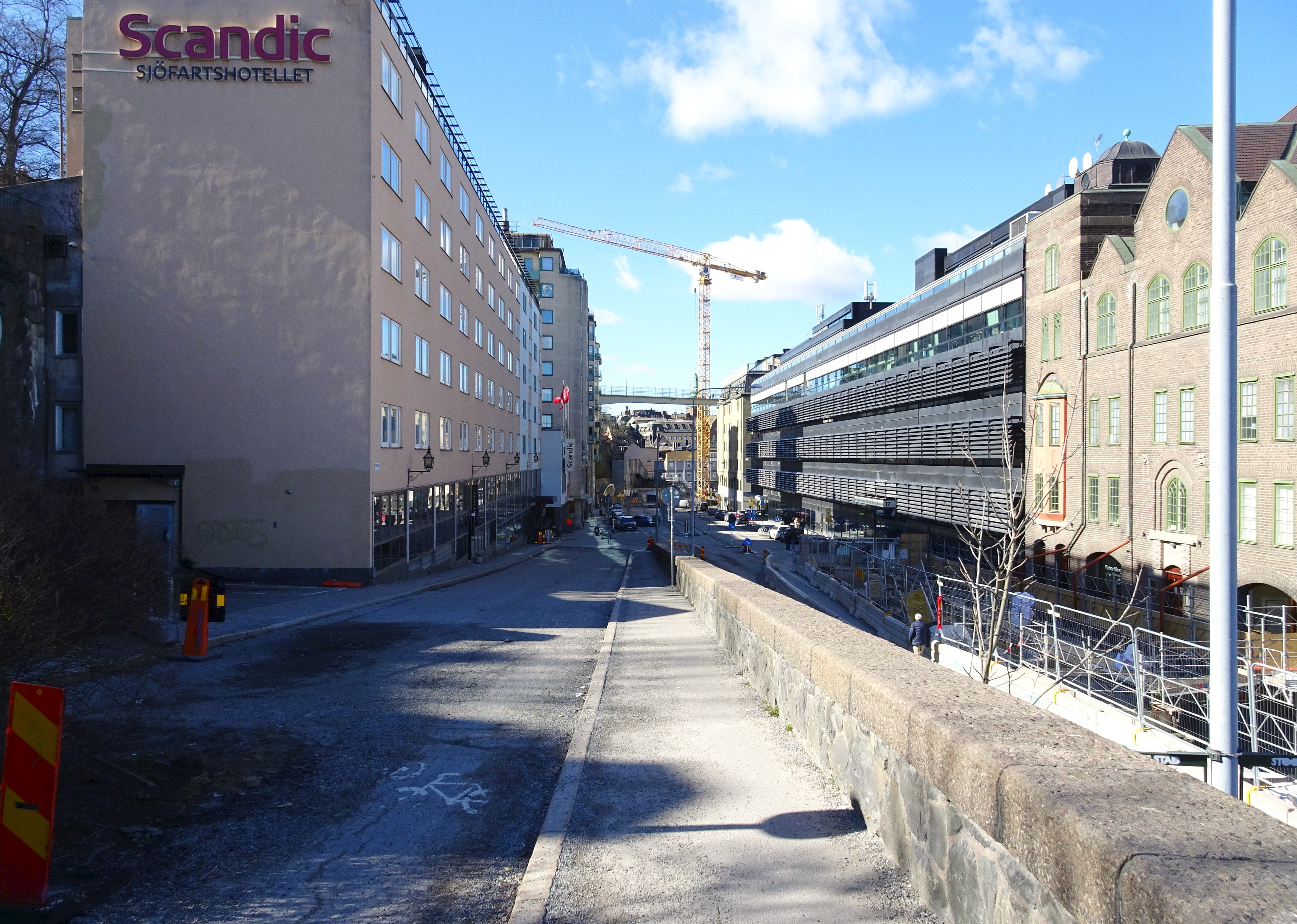
Glasbruksgatan mot Katarinavägen.
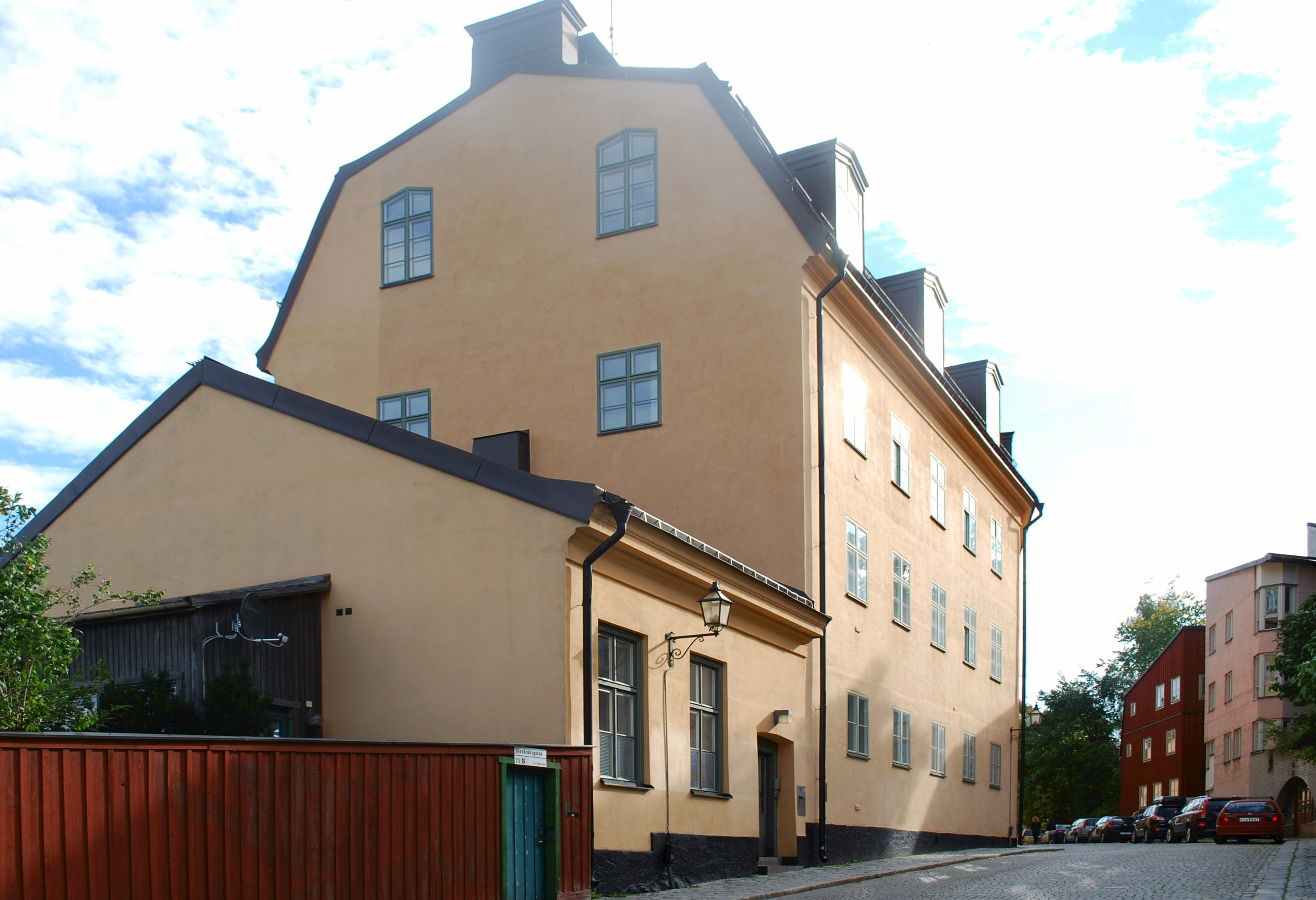
Glasbruksgatan 25
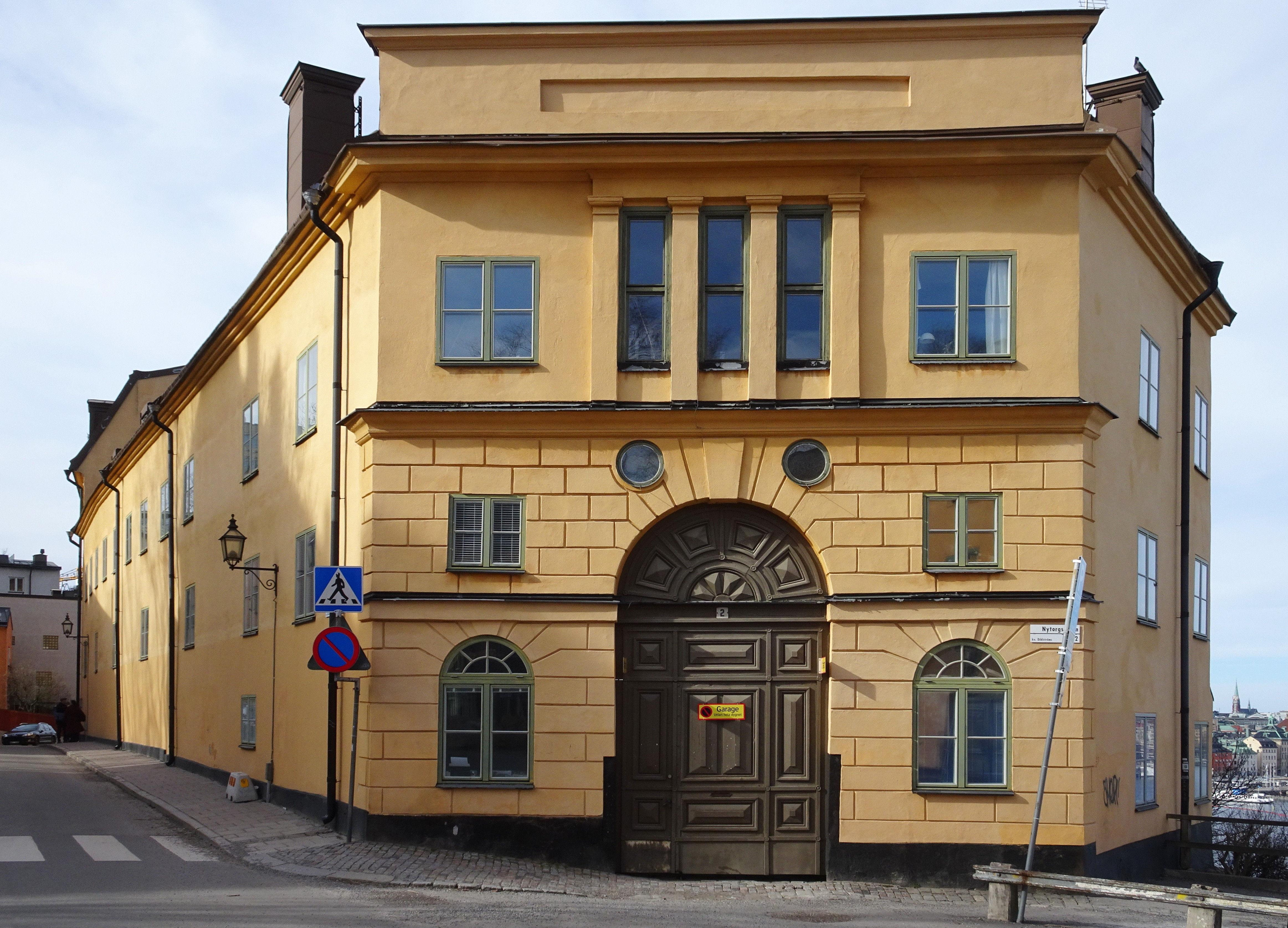
Kvarteret Dihlströms
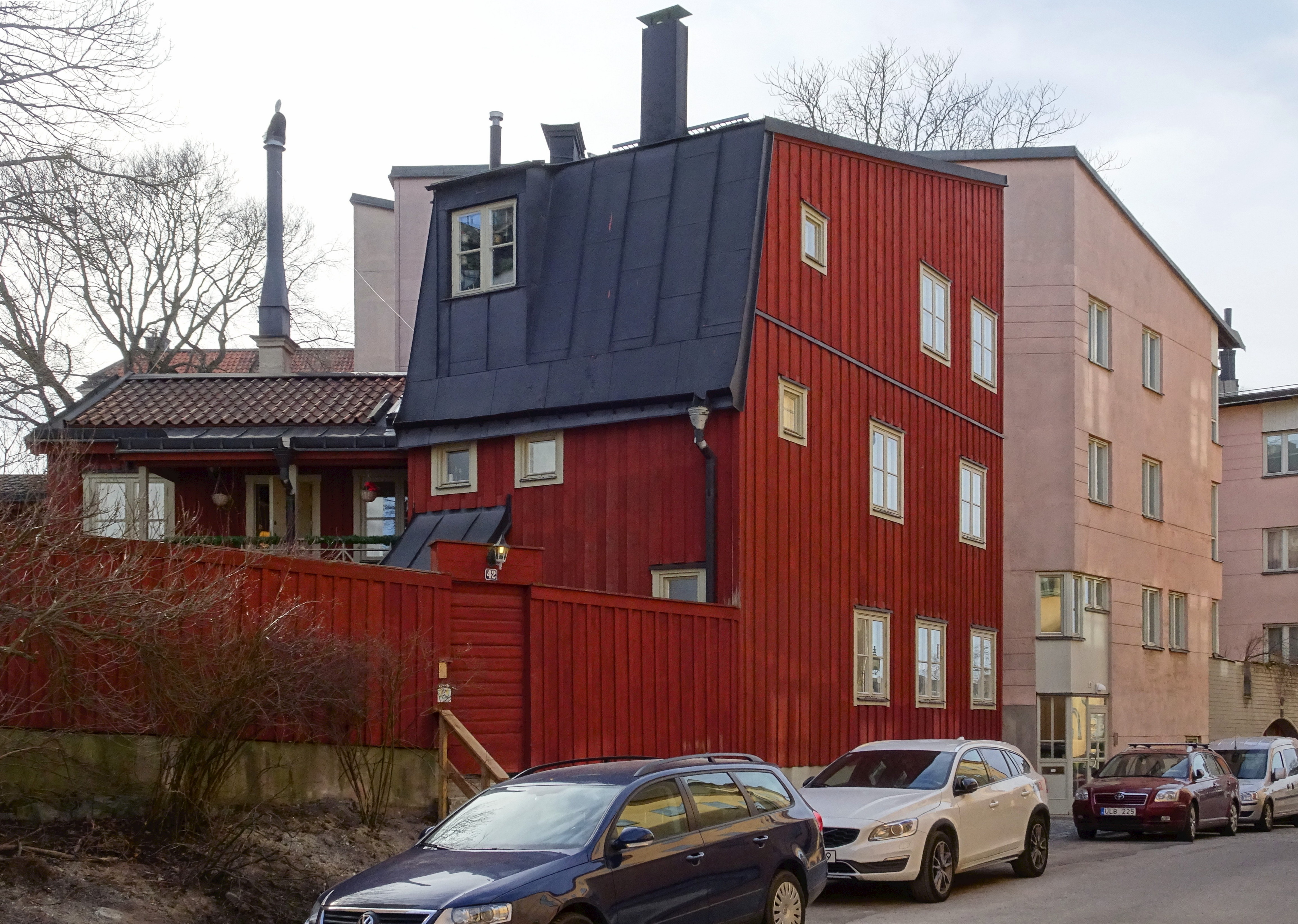
Glasbruksgatan 42 och 40